# Пирс, Уильям (серийный убийца)
Уильям Джозеф Пирс — младший (англ. William Joseph Pierce Jr; 11 октября 1931, Мидвилл, округ Эманьюэл, штат Джорджия — 31 мая 2020, Государственная тюрьма диагностики и классификации штата Джорджия, Джексон, штат Джорджия) — американский серийный убийца, который совершил серию из 9 убийств на территории трех штатов в период с июня 1970 года по январь 1971 года. Свою вину полностью признал. Впоследствии Пирс был осужден и приговорен к нескольким срокам в виде пожизненного лишения свободы. В последующие годы он отказался от своих признательных показаний.

## Ранние годы
Уильям Джозеф Пирс родился 11 октября 1931 года в городе Мидвилл, округ Эманьюэл, штат Джорджия. Пирс вырос в сельской местности. Из-за мирового экономического кризиса его семья испытывала материальные трудности, благодаря чему Уильям страдал недоеданием и его детство прошло в социально-неблагополучной обстановке. Его мать придерживалась авторитарного стиля воспитания сына, по причине чего вступила в социальный конфликт с его отцом. В 1945 году его родители развелись, после чего мать стала подвергать Уильяма агрессии, благодаря чему в подростковые годы он часто пребывал в психическом перенапряжении и испытывал сильный по интенсивности стресс. В школьные годы на основании тестов у Пирса были выявлены признаки умственной отсталости с порогом коэффициента интеллекта в 70 баллов. Из-за хронической неуспеваемости в 1948 году он бросил школу после окончания 9-го класса и устроился в «Департамент транспорта и дорожного хозяйства» в качестве дорожного рабочего. Через год, в 1949 году Пирс уволился с работы и завербовался в армию США. Через три месяца его мать предоставила ряд медицинских заключений и справок от врачей администрации военной базы, где проходил службу Пирс, на основании чего он был освобожден от службы в армии по состоянию здоровья, несмотря на то, что большинство из документов, предоставленных его матерью, вызвали сомнение в подлинности. После увольнения Пирс вернулся домой, где нашел работу в местной организации, предоставляющей услуги по прокату автомобилей, где характеризовался положительно. Из-за проблем с коммуникабельностью Пирс демонстрировал скованность и неловкость в обществе, благодаря чему не пользовался популярностью в округе. В этот период он женился, но брак вскоре распался, после чего Пирс переехал в соседний город Свейнсборо, где нашел работу на мебельной фабрике. В течение последующих нескольких лет, из-за недостатка образования, Пирс был вынужден заниматься низкоквалифицированным трудом. В конце 1950-х в результате несчастного случая на производстве Пирс получил черепно-мозговую травму. У него было диагностировано сотрясение мозга, после чего он начал проявлять девиантное поведение по отношению к окружающим и проявлять признаки расстройства личности, характеризующиеся убеждённостью в собственной уникальности, превосходстве над остальными людьми и завышенным мнением о своих талантах и достижениях, благодаря чему в конце 1950-х он начал вести маргинальный образ жизни и совершать кражи. В начале 1959 года он был арестован по обвинению в совершении кражи. 27 июля того же года он был осужден и получил 5 лет лишения свободы. Отбыв 32 месяца из назначенного срока, в конце 1961 года Пирс вышел на свободу, получив условно-досрочное освобождение. Через несколько недель после освобождения он был снова арестован по обвинению в ограблении и поджоге магазина. Его вина была доказана в суде, на основании чего в 1962 году Пирс был осужден и получил в качестве наказания 20 лет лишения свободы с возможностью условно-досрочного освобождения по отбытии 10 лет заключения. Во время заключения у него были выявлены признаки психического расстройства, на основании чего он был подвергнут психиатрическому освидетельствованию, по результатам которого Уильяма Пирса признали представляющим опасность для окружающих. Тем не менее, за хорошее поведение и отсутствие дисциплинарных взысканий за годы заключения, он снова получил условно-досрочное освобождение и вышел на свободу в мае 1970 года.

## Серия убийств
В июне 1970 года Пирс появился в городе Северная Огаста, штат Южная Каролина. 27 июня он проник в один из домов с целью ограбления и застрелил 18-летнюю Энн Гудвин, которая работала у хозяина дома в качестве няни его детей, после чего похитил из дома ряд ценностей. 20 декабря того же года Пирс заехал на сервисную станцию технического обслуживания в городе Видалия, штат Джорджия, где, исходя из корыстных мотивов, застрелил работника станции 59-летнего Джо Флетчера и похитил из кассового аппарата 78 долларов. 12 января 1971 года Уильям Пирс совершил ограбление магазина в городе Соперстон, штат Джорджия, после чего в целях избавления от свидетелей преступления — застрелил администратора магазина 51-летнюю Лейси Тигпен. Через 10 дней Пирс похитил 32-летнюю Хелен Уилкокс возле одного из магазинов в городе Хэзлхерст, штат Джорджия. Преступник отвез женщину в лесистую местность города, где подверг сексуальному насилию и застрелил, после чего закопал её труп в неглубокой могиле, которая была обнаружена через несколько дней. 28 января Пирс совершил очередное ограбление магазина в городе Баксли, в ходе которого он убил администратора 60-летнюю Вивиан Майлз и жестоко избил её 5-летнюю внучку, которая получила тяжелую черепно-мозговую травму, но впоследствии выжила. Маргарет «Пег» Каттино, 13 лет, оставила свой Самтер, С.С., дома около часа дня. 18, чтобы пообедать с её сестрой в школе примерно в четверти мили. Когда она не появилась, через 45 минут её родители, представитель штата и миссис Джеймс Каттино, сообщили о её пропаже. Её тело было найдено 30 декабря в 10 милях отсюда. Во время бегства с места преступления Пирс был замечен водителем грузовика по имени Джо Оверстрит. Пирс совершил попытку убийства Оверстрита, дважды выстрелив в него с близкого расстояния, после чего сбежал. Выстрелы не причинили вреда здоровью свидетеля преступления. Он вызвал полицию и дал описание внешности Уильяма Пирса. Во второй половине дня 8 марта 1971 года Уильям Пирс совершил ограбление автозаправочной станции в городе Баксли, но вскоре был арестован. Он был доставлен в полицейский участок, где подвергся многочасовому допросу и дал признательные показания в совершении 6 убийств. Помимо известных полиции эпизодов, Пирс признался в совершении похищения и убийства дочери сенатора (представителя штата) Джеймса Каттино (англ. James Cuttino) — 13-летней Маргарет Каттино, которая пропала без вести 18 декабря 1970 года в городе Самтер, штат Южная Каролина. Её тело было найдено 30 декабря в 10 милях от места исчезновения. В ходе судебно-медицинской экспертизы было установлено, что девочка была избита и погибла от удушья. Также он признался в похищении и удушении 17-летней Кэти Джо Андерсон, которая пропала без вести 22 декабря на территории города Колумбия, (штат Южная Каролина) и чье тело было обнаружено лишь 17 февраля 1971 года в лесистой местности. Согласно признательным показаниям Пирса, 21 августа 1970 года он застрелил 20-летнюю Вирджинию Кэрол Майнс в городе Гастония (штат Северная Каролина), а 10 августа 1970 года совершил ограбление сервисной станции технического обслуживания автомобиля в городе Бьюфорт (штат Северная Каролина), во время которого похитил 970 долларов и зарубил топором работника станции, 60-летнего Джеймса Сайрса

## Суд
Суд над Уильямом Пирсом начался в сентябре 1971 года. Помимо его признательных показаний, в суде в качестве улик, изобличающих его в совершении убийств, были представлены ряд вещей и предметов, найденных в апартаментах и салоне автомобиля Пирса, которые были опознаны родственниками жертв как принадлежащие им. Единственный свидетель преступлений, Джо Оверстрит, также идентифицировал Пирса как человека, который 28 января совершил ограбление магазина, во время которого убил 60-летнюю Вивиан Майлз, на основании чего он был признан виновным в убийстве Майлз и получил в качестве наказания пожизненное лишение свободы. В марте 1972 года он был этапирован в окружной суд округа Джефф-Дейвис, где предстал перед судом по обвинению в убийстве Хелен Уилкокс. Во время судебного процесса Пирс отказался от своих показаний, заявив, что во время допроса испытывал моральное давление со стороны сотрудников правоохранительных органов и находился в состоянии наркотического опьянения, тем не менее он был признан виновным и был приговорен к ещё одному сроку в виде пожизненного лишения свободы. В начале 1973 года Пирс был этапирован в штат Южная Каролина, где в течение года в разных округах предстал перед судом по обвинению в совершении других убийств и получил в качестве наказания ещё несколько пожизненных сроков.

## В заключении
После осуждения Пирс отказался от своих признательных показаний. В 1974 году его адвокаты подавали апелляцию на отмену приговоров по обвинению в убийствах, совершённых на территории штата Южная Каролина, и назначение нового судебного разбирательства, но она была отклонена. В 1977 году его адвокаты подали апелляцию на отмену приговоров, совершенных на территории штата Джорджия, но она также была отклонена.
В апреле 1977 года серийный убийца Дональд Гаскинс также признался в совершении убийства 13-летней Маргарет Каттино, но позже отказался от своих показаний, заявив, что во время допроса находился под давлением следствия. На основании показаний Гаскинса в 1985 году адвокаты Уильяма Пирса подали апелляцию на отмену приговора в совершении убийства Маргарет Каттино. Несмотря на то, что адвокаты Пирса предоставили апелляционному суду ряд свидетелей и их показаний, согласно которым Гаскинс в день исчезновения девочки работал в Самтере и находился недалеко от места исчезновения, а Пирс в это время находился на территории штата Джорджия, апелляция была отклонена.
В 2019 году, в возрасте 88 лет, Уильям Пирс получил вторую волну известности после выхода на экраны телесериала «Охотник за разумом», действие одной из серий которого происходит во время допроса Пирса агентами ФБР в конце 1970-х годов.

## Смерть
Уильям Пирс скончался в тюрьме в мае 2020 года.

## В массовой культуре
Уильям Пирс появляется во втором сезоне телесериала «Охотник за разумом». Роль Пирса исполнил Майкл Филипович.